# Callistemon
Genre
Classification phylogénétique
Callistemon est un genre de plantes à fleurs de la famille des Myrtaceae. Il comprend 34 espèces de buissons dont la majorité est endémique d'Australie ; quatre espèces se rencontrent aussi en Nouvelle-Calédonie. Ce genre est un synonyme, il est maintenant regroupé dans le genre Melaleuca qui comporte donc plus de 380 espèces.
Le nom provient des noms grecs κάλλος, callos, « beauté » et στήμων, stemon, « étamine ». On leur donne le surnom de « rince-bouteille » à cause de l'aspect cylindrique et en brosse des fleurs sur la tige qui évoquent des écouvillons. On les trouve dans les régions tempérées de l'Australie surtout sur les côtes est et sud-ouest. Généralement, ils apprécient un arrosage régulier lorsqu'on les cultive mais certaines espèces sont résistantes à la sécheresse.

## Principales espèces
- Callistemon acuminatus Cheel
- Callistemon brachyandrus
- Callistemon citrinus (Curtis) Stapf
- Callistemon coccineus F.Muell.
- Callistemon comboynensis Cheel
- Callistemon flavovirens (Cheel) Cheel
- Callistemon formosus
- Callistemon forresterae Molyneux
- Callistemon genofluvialis Molyneux
- Callistemon glaucus (Bonpl.) Sweet
- Callistemon kenmorrisonii Molyneux
- Callistemon linearifolius
- Callistemon linearis
- Callistemon montanus C.T.White ex S.T.Blake
- Callistemon nervosus Lindl.
- Callistemon nyallingensis Molyneux
- Callistemon pachyphyllus
- Callistemon pallidus
- Callistemon pauciflorus R.D.Spencer & Lumley
- Callistemon pearsonii R.D.Spencer & Lumley
- Callistemon phoeniceus Lindley
- Callistemon pinifolius
- Callistemon pityoides
- Callistemon polandii F.M.Bailey
- Callistemon pungens Lumley & R.D.Spencer
- Callistemon recurvus R.D.Spencer & Lumley
- Callistemon rigidus R. Br.
- Callistemon rugulosus
- Callistemon salignus (Sm.) Sweet
- Callistemon shiressii Blakely
- Callistemon sieberi DC.
- Callistemon speciosus
- Callistemon subulatus Cheel
- Callistemon viminalis (Sol. ex Gaertn.) G.Don
- Callistemon viridiflorus (Sims) Sweet

## Galerie

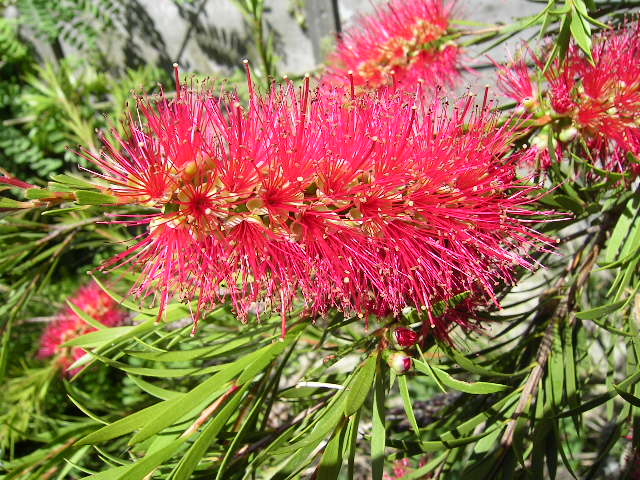
Fleur.
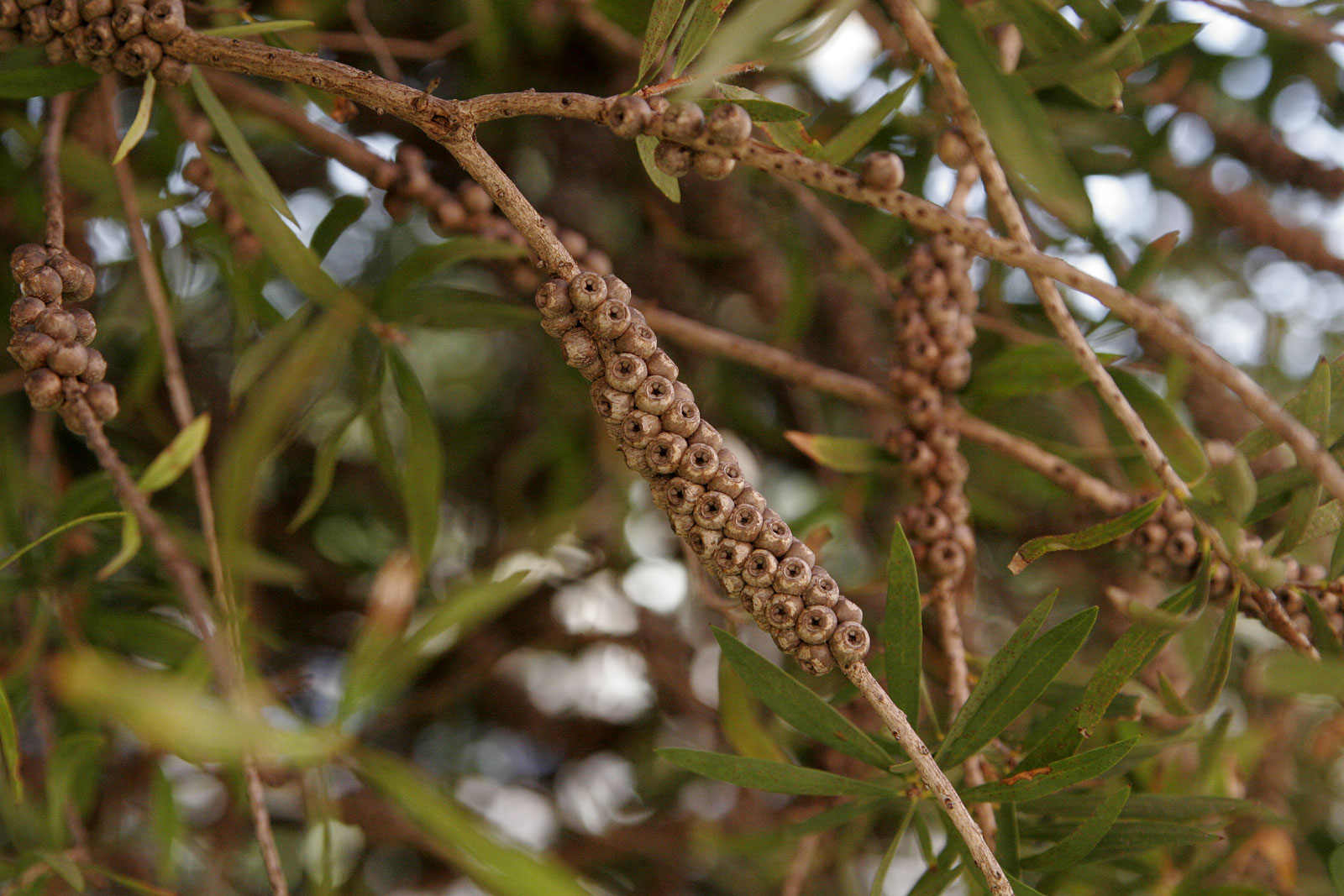
Capsules.
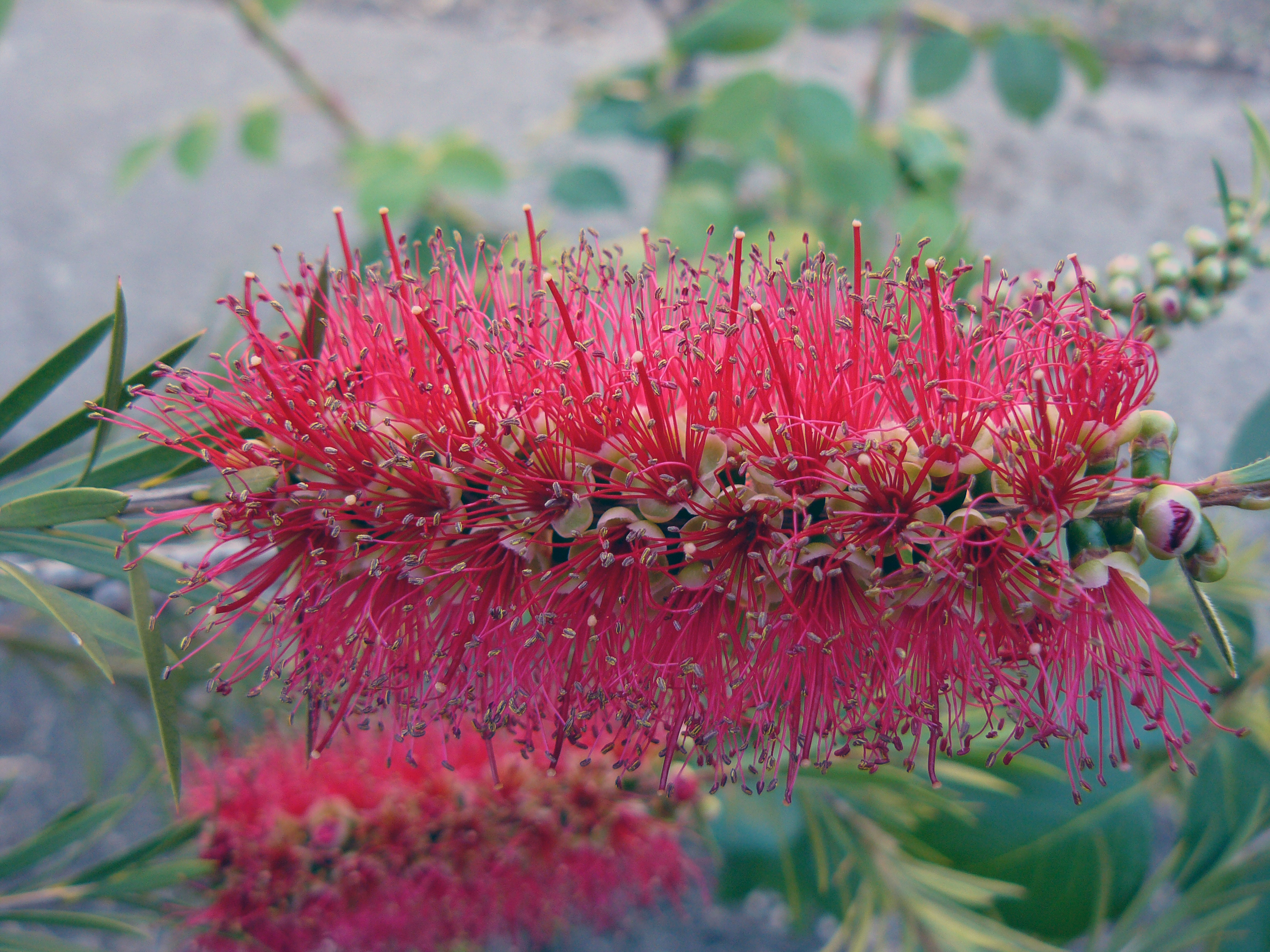
fleur.
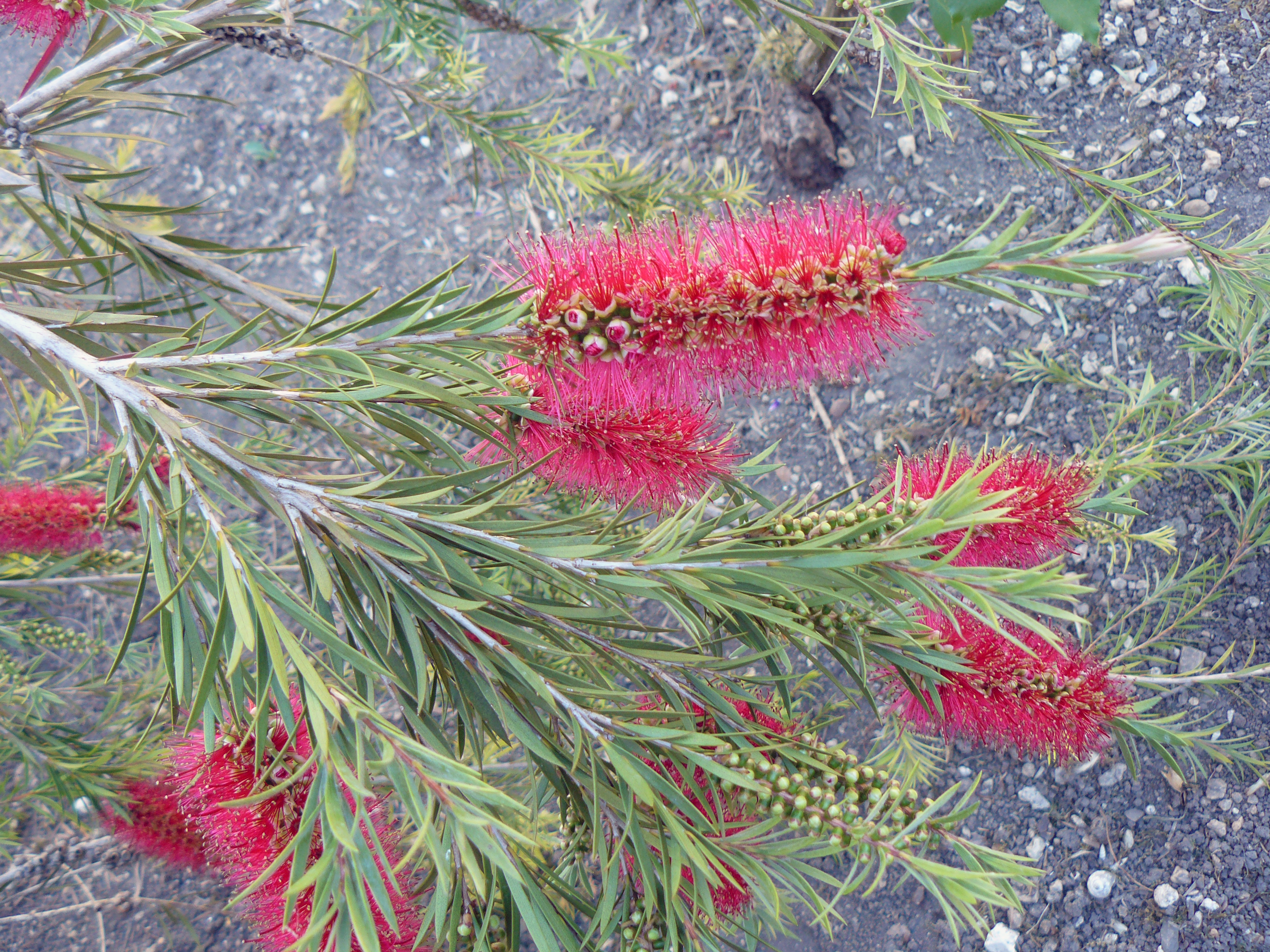
fleur.
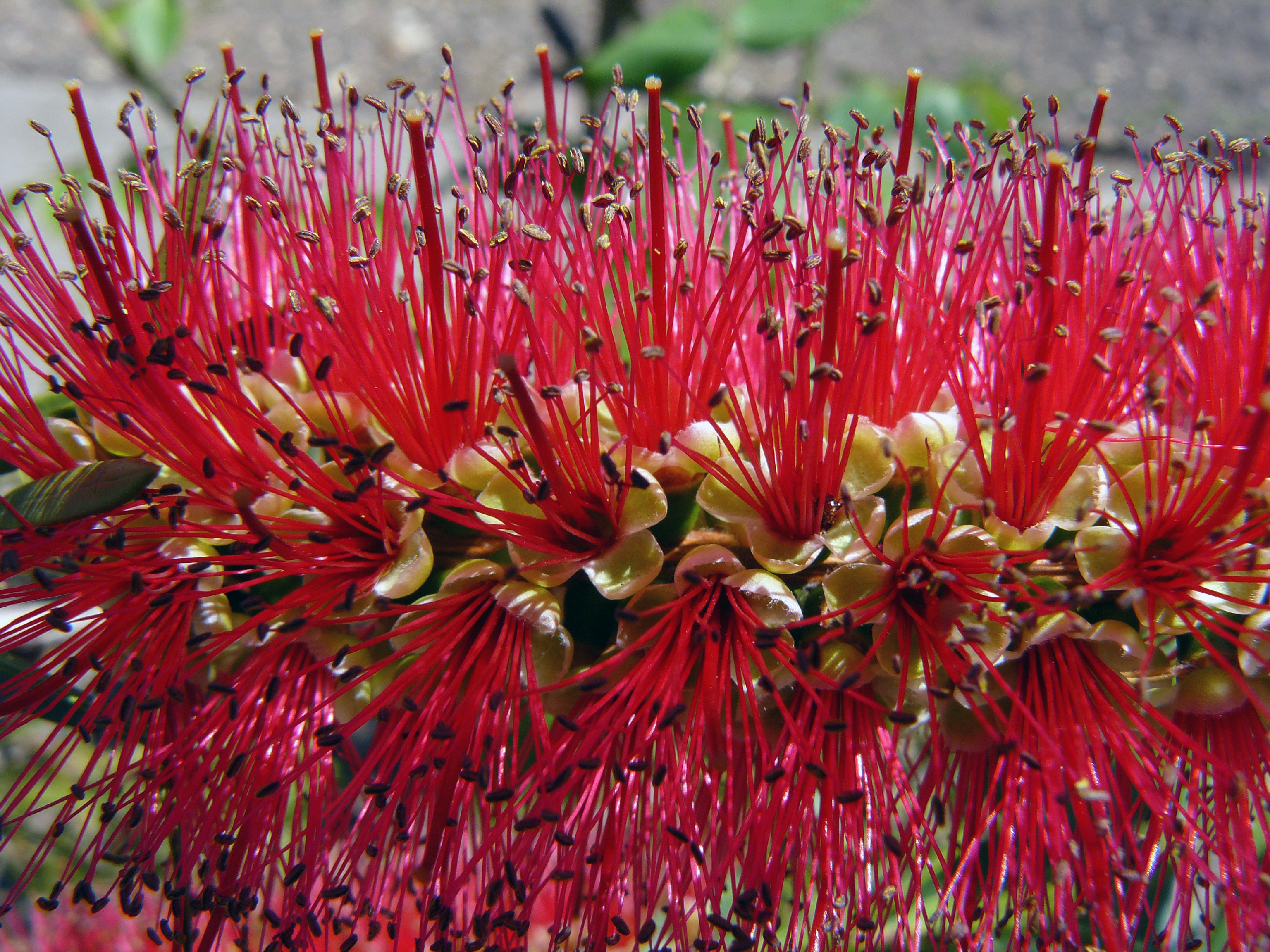
fleur.
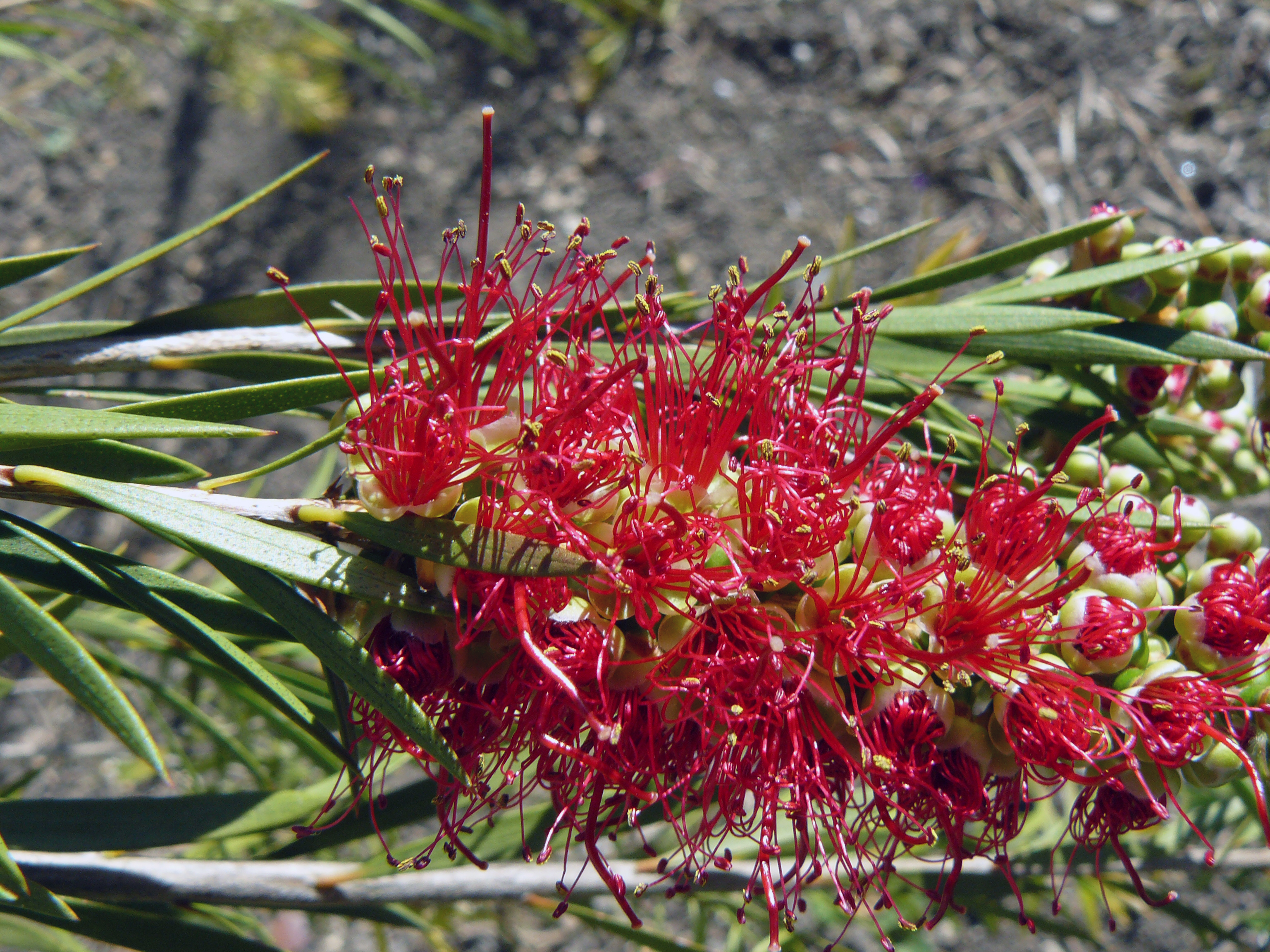
fleur.
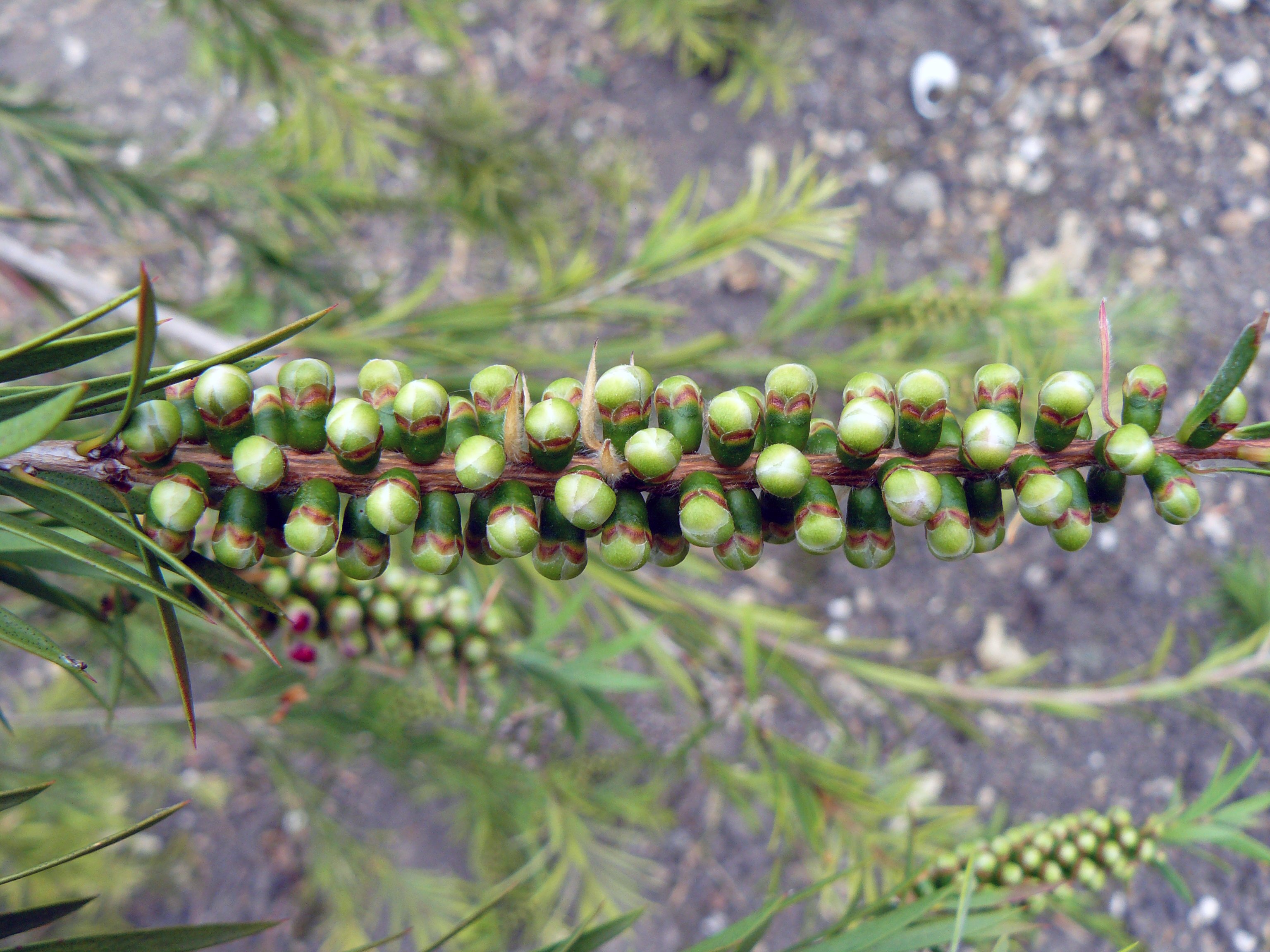
fleur.
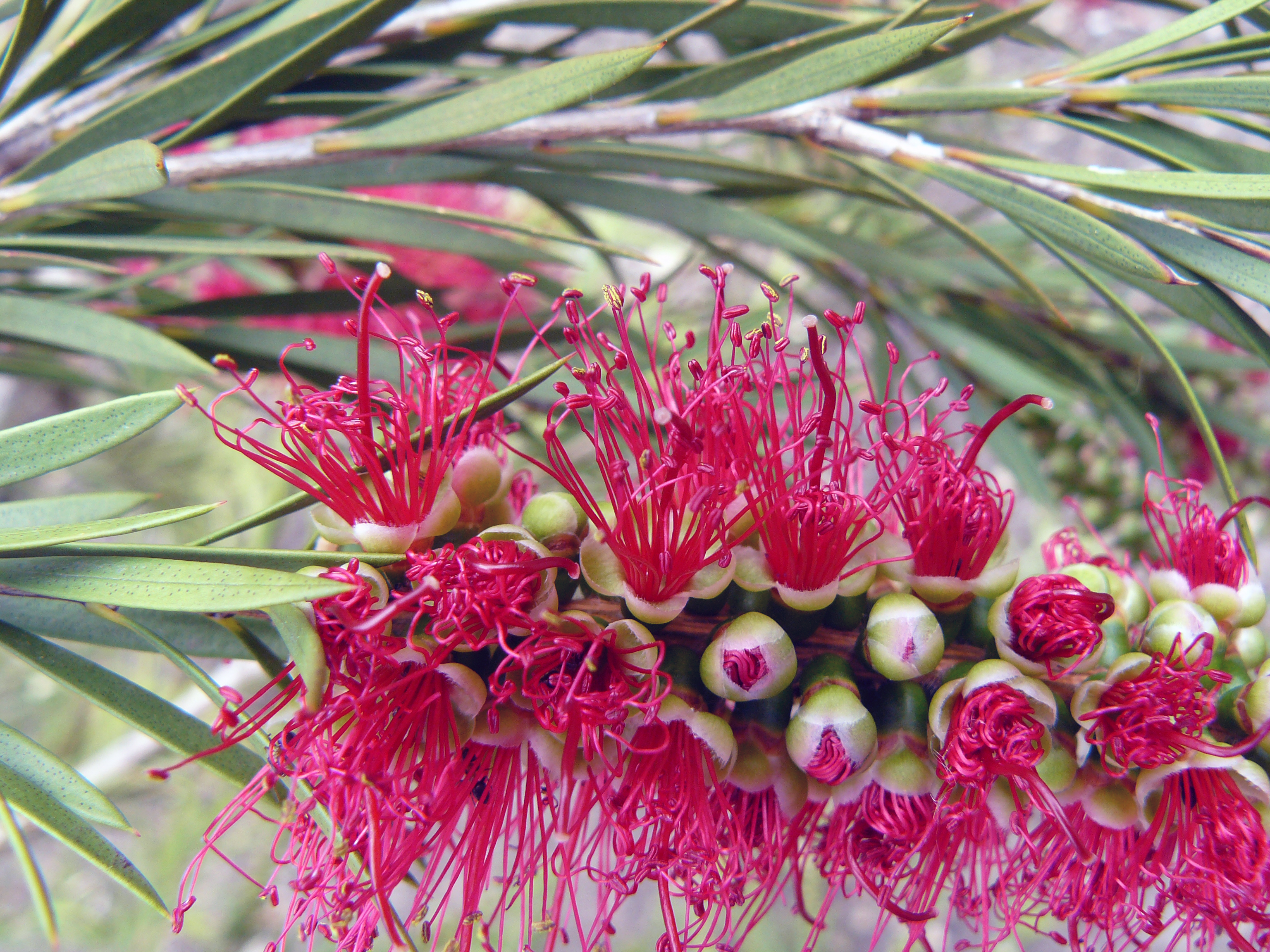
fleur.
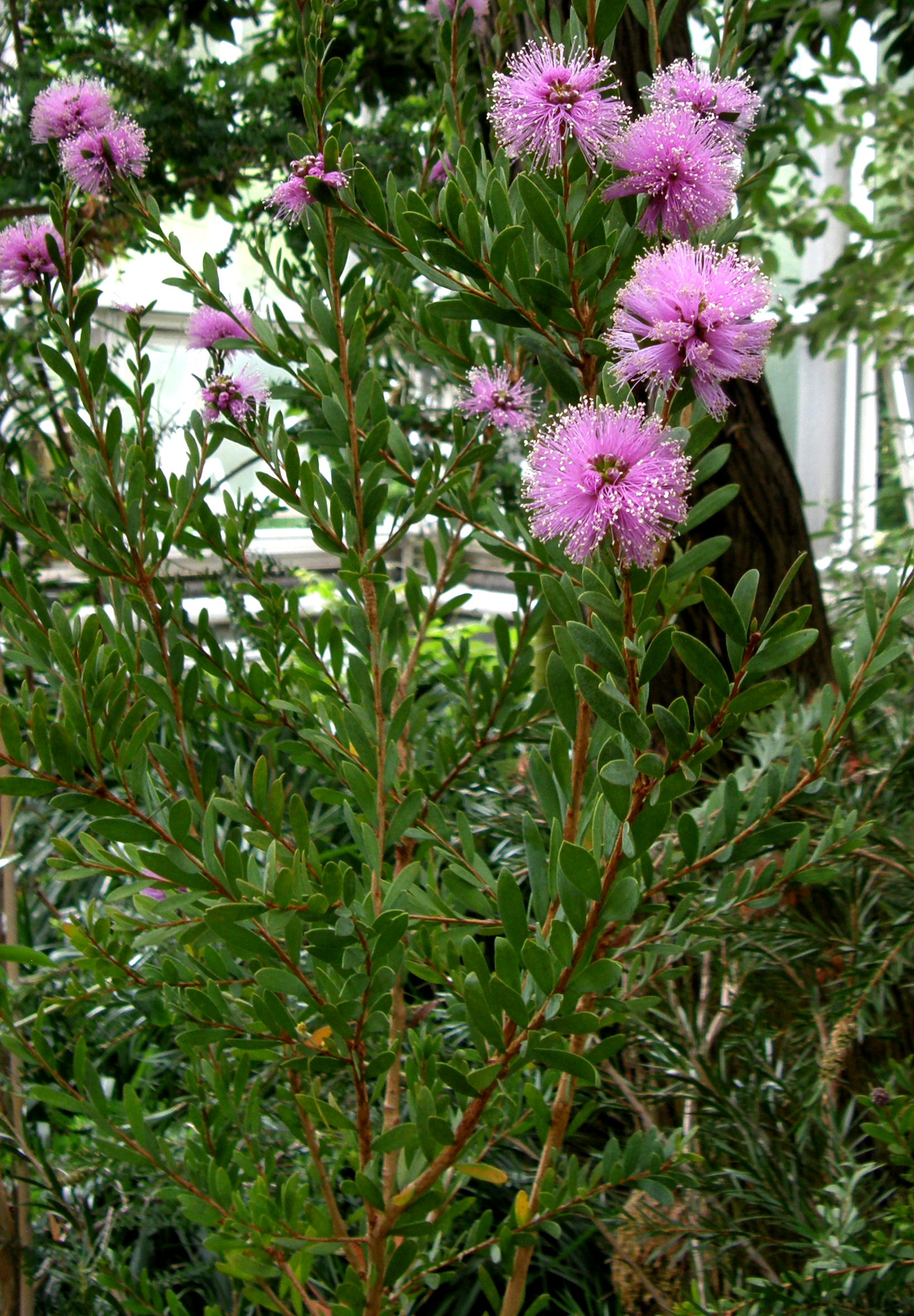
Callistemon sieberi en fleur.
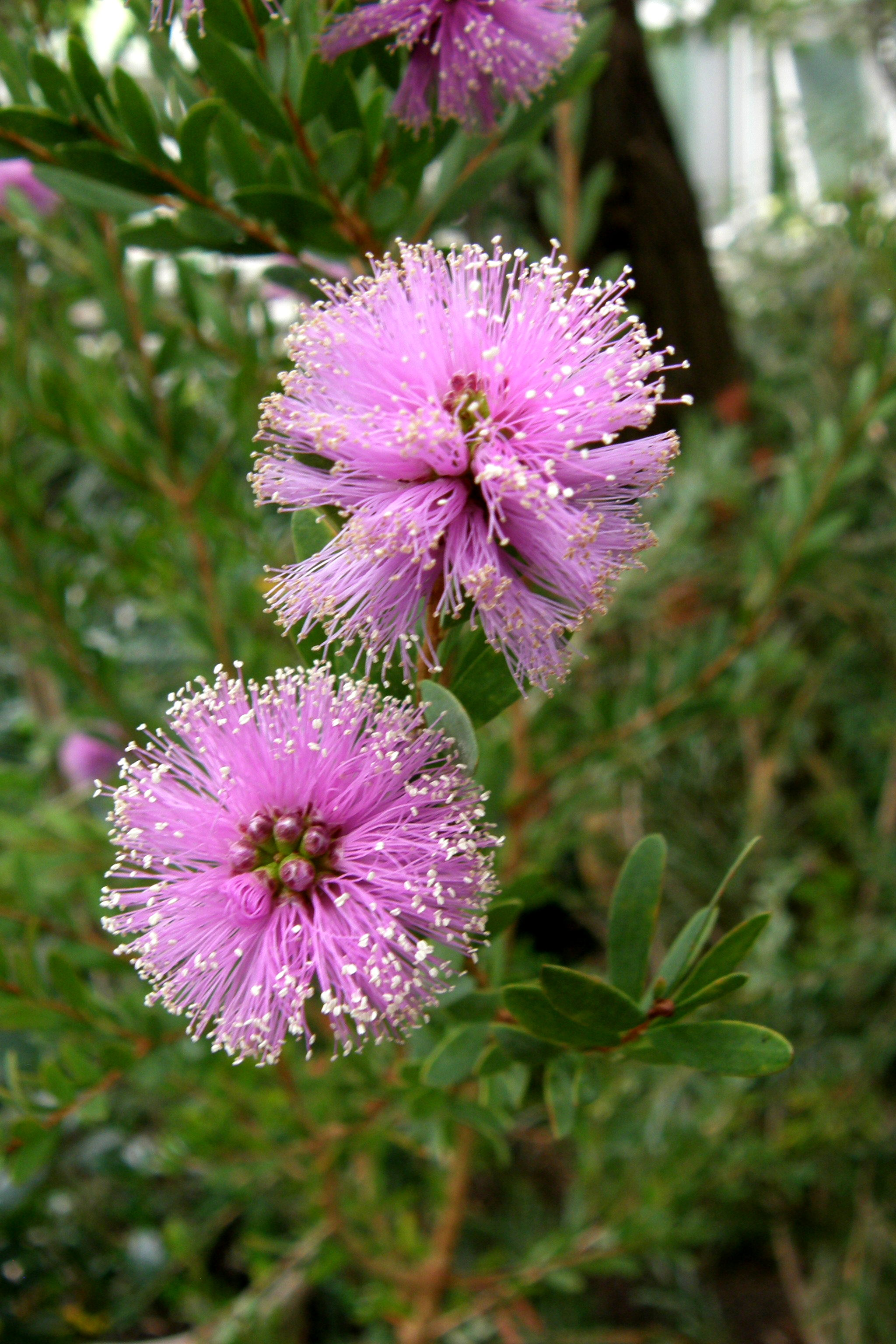
Fleurs de Callistemon sieberi.